# Josh van der Flier
Joshua („Josh“) Dirk van der Flier (* 25. April 1993 in Wicklow) ist ein irischer Rugby-Union-Spieler. Er spielt auf der Position des Flügelstürmers für das irische Team Leinster Rugby und die irische Nationalmannschaft. Zu seinen Erfolgen gehören vier Meistertitel und ein Europapokalsieg mit Leinster sowie zwei Turniersiege mit Irland bei den Six Nations (jeweils mit Grand Slam). 2022 wurde er von World Rugby als „Spieler des Jahres“ ausgezeichnet.

## Biografie

### Vereinskarriere
Er ist durch seine Großeltern väterlicherseits niederländischer Herkunft; sie zogen in den 1950er Jahren nach Irland, um dort eine Heizkörperfabrik zu eröffnen. Van der Flier absolvierte das Wesley College in Dublin und studierte anschließend Sportmanagement und Sportpsychologie am University College Dublin. Als Mitglied des Amateurvereins University College Dublin RFC spielte er in der All-Ireland League. Sein Debüt für das Team Leinster Rugby gab er am 11. Oktober 2014 als Einwechselspieler beim 20:3-Auswärtssieg gegen Zebre, seinen ersten Profivertrag unterschrieb er im April 2015. In seiner vierten Profisaison verpasste er verletzungsbedingt sowohl das Meisterschaftsfinale als auch das Finale des European Rugby Champions Cup 2017/18, die Leinster beide für sich entschied.
In der Saison 2018/19 etablierte sich van der Flier als Stammspieler und erreichte mit Leinster erneut das Meisterschaftsfinale. Er stand in der Startaufstellung und trug zum 18:15-Sieg über die Glasgow Warriors bei. Beim Finale des European Rugby Champions Cup 2018/19, das Leinster verlor, kam er nicht zum Einsatz. Hingegen gehörte er beim Meisterschaftsfinale der Saison 2019/20, das Leinster mit 27:5 gegen Ulster Rugby für sich entschied, erneut der Startformation an. Auch in der darauffolgenden Saison 2020/21 stieß Leinster bis ins Meisterschaftsfinale vor. Mit van der Flier in seinen Reihen holte das Team mit einem 16:6-Sieg gegen Munster Rugby zum vierten Mal hintereinander den Meistertitel. Während die Serie in der Meisterschaft riss, spielte van der Flier spielte im Finale des European Rugby Champions Cup 2021/22, das aber gegen Stade Rochelais knapp mit 21:24 verloren ging. Ein Jahr später stand er im Finale des European Rugby Champions Cup 2022/23 erneut Stade Rochelais gegenüber, wobei dieses Mal die Niederlage mit 25:26 noch enger ausfiel.

### Nationalmannschaft
Van der Flier gehörte der irischen U20-Auswahl an und nahm mit ihr sowohl 2012 als auch 2013 an der Juniorenweltmeisterschaft teil. Sein erstes Test Match für die irische Nationalmannschaft bestritt er im Rahmen des Six Nations 2016, als er am 27. Februar 2016 bei der 10:21-Auswärtsniederlage gegen England der Startformation angehörte. Beim Six Nations 2018 musste er kurz vor der Halbzeitpause des Spiels gegen Frankreich ausgewechselt werden, nachdem er sich einen Innenbandriss im Kniegelenk zugezogen hatte. Dadurch hatte er nur geringen Anteil am Turniersieg und am Grand Slam der Iren. Sein Comeback folgte bei den End-of-year Internationals 2018. Unter anderem gehörte er der Startformation an, als die Iren am 17. November erstmals überhaupt einen Heimsieg über Neuseeland feiern konnten. Bei der Weltmeisterschaft 2019 bestritt van der Flier die Gruppenspiele gegen Schottland, Japan und Samoa sowie das Viertelfinale gegen Neuseeland.
Sowohl beim Six Nations 2020 als auch beim Six Nations 2021 gehörte van der Flier der irischen Stammformation an. Beim Six Nations 2022 bestritt er erstmals alle fünf Spiele und erzielte dabei je einen Versuch gegen Frankreich und Schottland, was zum zweiten Platz und zu einer Triple Crown reichte. Im Rahmen der Mid-year Internationals trug er entscheidend zu zwei Auswärtssiegen gegen Neuseeland bei. Nicht zuletzt deswegen kürte ihn World Rugby zum „Spieler des Jahres“. Ebenso wurde er ins All-Star-Team der abgelaufenen Saison gewählt. Beim Six Nations 2023 spielte er erneut alle fünf Partien, erzielte einen Versuch und verhalf seiner Mannschaft zum Titelgewinn mit Grand Slam.

## Erfolge
Leinster Rugby:
- Meister Pro 14: 2018, 2019, 2020, 2021
- Meisterschaftsfinalist Pro 12: 2016
- Sieger European Rugby Champions Cup: 2018
- Finalist European Rugby Champions Cup: 2019, 2022, 2023

Irland:
- Sieger Six Nations: 2018, 2023
- Grand Slam: 2018, 2023
- Triple Crown: 2018, 2022, 2023